# 林依錡
林韋瑩（Monna Lam，1987年4月28日—），前名「林宜芝」，香港演员。混血兒（擁有四份之一德國血統）。2007年獲選為香港工展小姐亞軍後隨即開始了模特兒生涯。樣子甜美和身材豐滿，有「混血E神」之稱。

## 個人作品

### 電影
- 2016年：  簽約電影明利電影製作有限公司 於2016年7月及8月 主演一部電影《一炮三响》
- 2011年：《蜜桃成熟时33D》
- 2014年：《金雞SSS》飾 Mona
- 2014年：《唐伯虎衝上雲霄》

### 微電影
- 2012年：《女生公寓》

### 寫真集
- 2012年：《Joyful Monna 2012 Bold Moves 甜美性感寫真集》
- 2011年：《What's Up》

### 平面广告
- Sony Cybershot • Volkswagen

### 电视广告
- Volkswagen (2011年)

### 代言人
- Gameone online game <乱战天下> (2011年)

## 合作机构/品牌
- HP Sony Microsoft 香港赛马会莎莎妇女银袋日 Blue Girl

## 外部連結
- 林依錡的Facebook專頁
- 林依錡的Instagram帳戶
- 林依錡的新浪微博